# Книга-іграшка

Книжка-поробка різдвяних іграшок

Книжка-іграшка — книга оригінальної конструкційної форми, в якій ілюстрації домінують, а не доповнюють текст; є ефективним засобом розумового та естетичного розвитку дітей дошкільного й молодшого шкільного віку. 
Відповідно до стандартів книжками-іграшками є книжка-вертушка, книжка-витівка, книжка-панорама, книжка-фігура, книжка-ширмочка, книжка для розфарбовування, книжка-гармошка тощо.
Унаочнена інформація сприймається дитиною вдвічі ефективніше, водночас гра міститься в основі пізнання світу дитиною, тому ігрова функція у якісно ілюстрованих книжках поступово перебирає фокус уваги на себе.
Конкуренція з цифровими пристроями, насиченими інтерактивними елементами, зумовила ширше використання «поп-ап» оформлення для взаємодії дитини зі змістом книжки. Перевага друкованого видання полягає в тому, що дитині необхідно отримувати тактильні та естетичні відчуття від дотику до об'ємних форм та текстур.

## Різновиди
Чіткої типології щодо дитячих видань немає, проте у нормативних документах Книжкової палати України, зокрема ДСТУ 3017—95 «Видання. Основні види. Терміни та визначення», зазначено поняття «книжки-іграшки». Досить вичерпну класифікацію різновидів книжки-іграшки подає Е. Огар, варіанти типології пропонують науковці Н. Вернигора, Г. Корнєєва, О. Литвиненко, Н. Марченко та М. Єфімова. 

### Класифікація за конструктивно-функціональними особливостями:

#### Книжка-трансформер
У цьому концепті паперові інженери проектують формотворення за допомогою складання, згинання аркуша, також використовують механізми.

книжка з віконцями
панорама Гоґвортс, «Гаррі Поттер»
прообраз книжки-тонеля Енгельбрехта
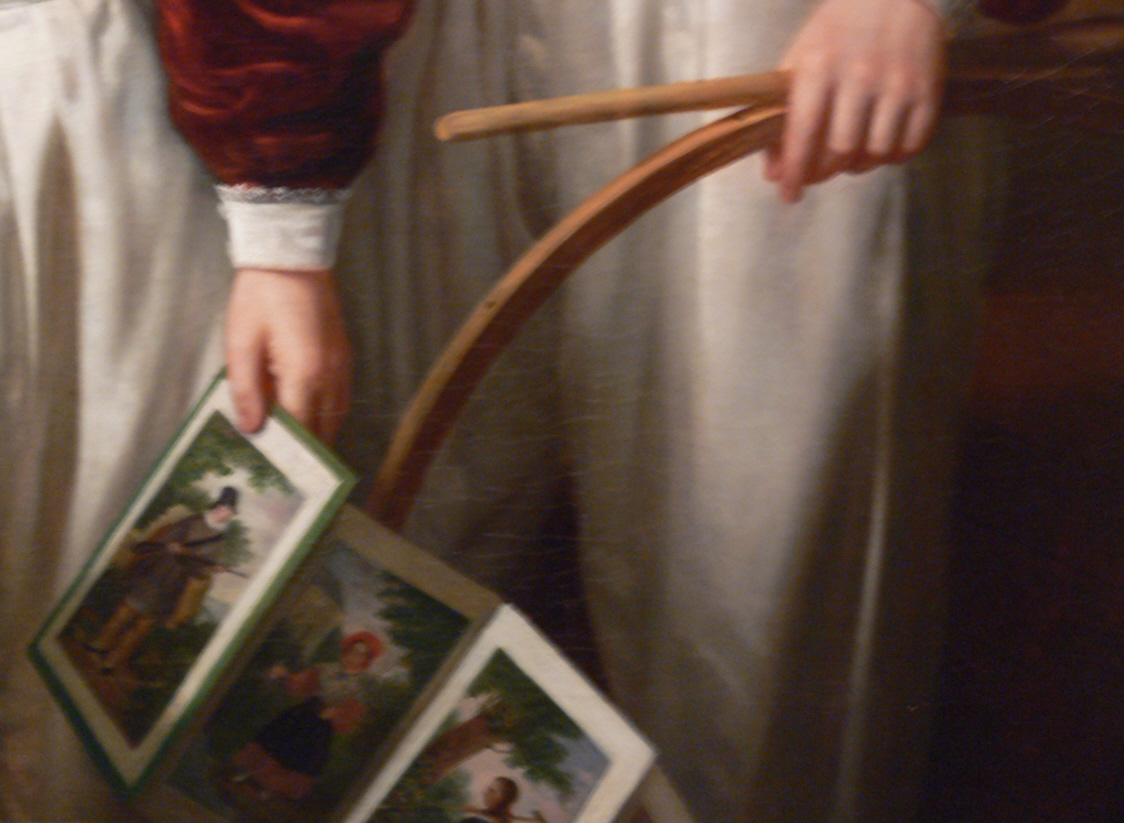
книжка-гармошка
книжка-фігура
книжка-вертушка

- книжка-панорама – ілюстративне зображення розкривається на повному розвороті книги, виділяють площинно-рельєфний та об’ємний підтипи: 
  - площинно-рельєфна книжка-панорама – в них картинки можуть висуватися або ж бути «захованими» під відігнутими елементами, що використовують для навчальних цілей:
    - книжка з віконцями, або flap books, побудована на взаємодії з картинками, прихованими під клапанами або «двірцятами», принцип використовують зокрема в лепбуці (англ. lap book). Відкривання таких вікон стимулює цікавість і залучає не просто читати, а досліджувати. Цей формат особливо ефективний у пізнавальній літературі: в енциклопедіях, посібниках, інтерактивних книжках-пошуках. 
Видавництва: британське Usborne випускає тематичні flap-книги про космос, історію, науку, граматику тощо;
    - книжка-витівка – містить елементи, які можуть висуватися, обертатися, змінювати форму. Вона стимулює дослідницький інтерес та розвиває дрібну моторику.

  - об’ємні книжки-панорами (поп-ап книжка, 3D-формат) – на розворотах книги-панорами зображення розкриваються у вигляді складної за формою конфігурації, а при закритті книжки вони складаються і стають пласкими. Технологія виготовлення досить складна, вимагає друку об’ємних деталей, вирізки, вставки або вклейки.
- книжка-тунель – створює ілюзію глибини через багатошарові вирізи. Як правило, це кілька планів пейзажів або портретів. Сучасні видавці ускладнюють конструкцію, додаючи частини, які обертаються тощо;[4]
- книжка-гармошка – може бути у вигляді ширмочки й використовуватись у грі як декорація. Сторінки можуть розгортатися в різних напрямках, в результаті чого створюється аркуш великого розміру;
- книжка-фігура – вирізана у формі персонажів, тварин, предметів. Фігурами можна грати, створюючи власні історії;
- книжка-вертушка – має обертові диски або інші елементи, які можна крутити, щоб експериментувати зі створенням нових сценаріїв історій; сприяє розвитку моторики та координації.

#### Книжка-конструктор
Формат дозволяє різноманітні комбінації для складання цілісного зображення із окремих компонентів, містить наступні підтипи:

книжка-пазли
книжка-мозаїка
книжка-магніт

- книжка-пазли – окремі елементи у зібраному стані мають вигляд цілісного зображення, розвиває логічне мислення, дрібну моторику, сприйняття кольору.
  1. Згодом значно ускладнилась, набувши ознак складачки (головоломки).
- книжка-мозаїка – складається з деталей у вигляді мозаїки та створює оригінальне зображення.
- книжка-магніт – видання, яким можуть подорожувати персонажі, зображені на магнітах

#### Творчо-моделювальне видання
Спрямоване на розвиток різних форм творчої активності (образотворчої, трудової), засвоєння  потрібних умінь та навичок, підвидами є: 

книжка-поробка, «Свічадо»
розмальовка
книжки-заняття
книжка-заняття, система LeapFrog

- книжка-поробка – крім сюжетних малюнків містить елементи трудової діяльності (розфарбувати, вирізати, склеїти, зібрати), додані знаряддя праці (ножиці, клей, картон, пензлик, фарби, нитки, голки, спиці, бісер тощо).
- книжка-розмальовка – може включати додаткові елементи (трафарети, наклейки, олівці, фломастери). Сприяє розвитку уважності, наполегливості, витримки. Нормативи: принцип доступності та принцип наочності (див. словник термінів);
- книжка-заняття (busy books) – вчить дитину застібати ґудзики, зав’язувати шнурки або розпізнавати об'єкти тощо;
- книжка з ігровим задумом – містить завдання, головоломки та ігри, які можна вирішувати під час читання. Розвиває логічне мислення та увагу, поєднує освіту з розвагою.

#### Альтернативний формат видання
Це об’ємно-просторове втілення дитячої книжки у навколишнє середовище, при цьому риси традиційного видання втрачаються:
- лепбук - елемент середовища, Одеса
- тематичний парк «Володар перснів»
- тематичний парк «Мобі Дік»

- книжка як промисловий виріб – книжка-світильник, книжка-нічник – світиться і виробляє спокійні колискові мелодії, допомагає міцно засинати, книжка-ліжко;
- книжка як елемент середовища – представлення інформації через об’ємну ілюстрацію, створену із предметів навколишнього середовища, це може бути: 
  1. ресторан для дітей,
  2. дитячий майданчик,
  3. тематичний парк («Аліса в країні чудес»).

### Класифікація за матеріалами виготовлення
| вигляд                                               | опис | коментарі |
| ---------------------------------------------------- | --- | --------- |
|                                                      | Тканинні - м'які та безпечні, ідеальні для найменших дітей; - часто містять різні текстури та елементи, розвивають тактильні відчуття. |           |
| File:Bodleian Libraries, Art novelty series; 212.jpg | Картонні - міцні, тому витримають поводження малюків; - картон часто використовують для створення тривимірних елементів (поп-апів та ін.) |           |
| Файл:Plstbook.webp                                   | Пластикові - стійкість до води та легке чищення робить їх придатними для використання в ванній або під час їжі. - пластик використовують для створення рухомих частин або елементів, які видають звуки. Серію озвучених книжечок з плівки, які не тонуть, випустило видавництво «Перо»: «Казкові книжки для купання» |           |
| Pastime for little fingers. The boys' play-ground    | Паперові - легкі для рук дитини, - зручні для гортання. |           |
| Навін Кумар, «Гампара Гумпу». Дерево, папір, 3d-друк | Комбіновані - комбіновані матеріали дозволяють врахувати різні вимоги проекту (міцність, гнучкість, інтерактивність та ін.) - можуть додаватися необхідні ігрові деталі (рухомі очі, пухнасті хвостики, музичні клавіші, водорозчинні фарби тощо). - Мультимедійне видання – поєднує текст, графіку і динамічну інформацію різних типів (музику, відео фрагменти, анімацію тощо), впливає одночасно на декілька органів чуття (зору, слуху...). |           |

### Класифікація за віком
Згідно з СОУ 22.2–02477019–11:2008 видання для дітей класифікуються за віком таким чином:
- І група – видання для дітей віком до 5 років включно;
- ІІ група – видання для дітей віком від 6 до 10 років включно;
- ІІІ група – видання для дітей віком від 11 до 14 років включно;
- ІV група – видання для дітей віком від 15 до 18 років включно.

## Переваги книжки-іграшки
На початковому етапі розвитку малюки з цікавістю поглинають зовнішні подразники, всі діти люблять головоломки, ігри та елемент несподіванки. Тому видавець намагається урізноманітнити книжку спливаючими поп-апами, звуками, театралізованими та конструктивними іграми, щоб у формі розваги ввести дитину у світ читання. 
Книжка-іграшка розвиває координацію рухів, м’язи рук, а також вчить дитину концентрувати увагу. Зміст тексту, що унаочнюється, сприймається  дитиною  дошкільного віку вдвічі ефективніше.

#### У порівнянні з електронними носіями:
- Продуктивніше навчання. Згідно з дослідженнями психологів, матеріал відкладається в нашій пам’яті «на глибину» саме після прочитання паперового носія. Завдяки повноцінному отриманню інформації наш мозок формує все в єдину структуру з характерними «зачіпками».
- Стимулювання до читання. Рука потягнеться до друкованої книжки на столі, тоді як до електронної книги ми потягу не відчуваємо. Допомагають креативні художні обкладинки, розставлені на книжкових полицях.
- Тактильне відчуття книжки. Можливість погортати, відчути аромат.
- Довговічність. Книга може переходити наступним поколінням, а цифрова книга вийде з ладу.
- Можливість колекціонування. Друковані твори можна збирати, сортувати за жанрами і авторами. Рідкісні колекційні видання не зберігаються в електронних версіях.
- Можливість подарувати.[9] [10]

## Огляд ринку книжки-іграшки
В Україні немає видавництва яке б спеціалізувалось лише на видавництві  розвивальної літератури для дітей раннього та латентного (з 6 до 12 років) віку. Видають такий вид літератури: видавництво «Книжкова хата» (61% від загальної продукції видавництва),  видавничий дім «Школа» (27% від загальної продукції видавництва), видавництво «Ранок» (9% від загальної продукції видавництва), видавництво «Навчальна книга – Богдан» (4% від загальної продукції видавництва), видавництво «Мандрівець» (3% від загальної продукції видавництва), АССА (2% від загальної продукції видавництва), VIVAT (2% від загальної продукції видавництва). Література для дітей віком від 0 до 3-х років здебільшого призначена для розвитку уяви, мовлення, уваги, моторики, пам’яті та демонстрації почутого або ж побаченого.

## Історія

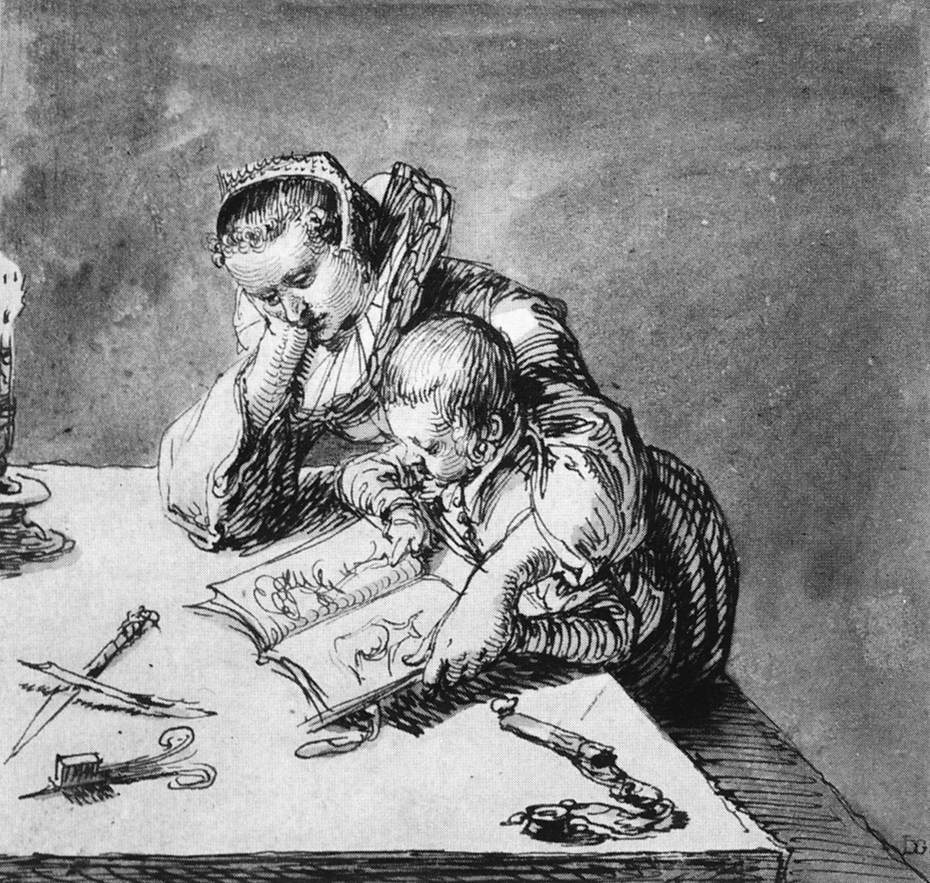
Якоб де Гейн. Жінка з дитиною що розглядають книжку з картинками

Першою друкованою кириличним шрифтом книжкою для дітей вважають «Буквар» Івана Федорова, виданий 1574 року у Львові, у XVII столітті в дитячій книзі виник характерний взаємозв'язок ілюстрації та тексту, цей етап є базовим для розвитку книжки-іграшки.
У XVII ст. чеський автор першого в історії ілюстрованого підручника «Світ чуттєвих речей в картинках» (1658 р.) Ян Амос Коменський виснував ідею наочності – найдоступнішою формою навчання є малюнки, це був перший крок до створення книжок-іграшок. 
XVIII – початку XX століттях у світі вже видавалися різноманітні види книг, такі як книжки-іграшки на ялинку, книжки-панорами, книжки-витівки (музичні, арифметичні), книжки-ширми, книжки-фігури, а також книжки-комікси. А у 20-ті роки XX століття виходили в світ книжки з ігровим задумом, кінокнижки, книжки-розсувки та книжки-іграшки для тіньового театру.
В Україні наприкінці ХІХ століття незважаючи на відсутність державної підтримки, книговидання для українських дітей постійно розвивалося. Педагогічне Товариство «Рідна школа», засноване у 1881 році, оприлюднило першу в історії України програму розбудови національної освіти, почало масово видавати дитячу книжку, як оригінальну, так і перекладну, традиційне видання доповнюється книжкою-розмальовкою та іншими різновидами. 
На виданні дитячих книжок спеціалізувалися львівські видавництва «Рідна школа», «Бібліотека» Юліана Насальського, «Галицька накладня» Якова Оренштайна випустила кольорову серію дитячих книг для найменших – «Образкові книжки». 
Період після Першої світової війни (1918–1939 рр.) став часом відродження дитячої літератури, ілюстраціям властиві яскраві національні риси, розроблені на основі народних традицій («Коли ще звірі говорили», «Лис Микита»). Відома художниця Олена Кульчицька ілюструвала серію книжок «Нашим найменшим» (1917—1922). Але справжню популярність ідея книжки-іграшки в Україні почала набирати лише у другій половині XX століття.
1960-1970-ті роки у світі характеризуються випуском нових конструкцій книжок для творчості, книжки з перекладними картинками та аплікаціями, з металевими пружинками або гумками, книги з прорізаним віконцем на першій сторінці, книги з платівками та зі стереоскопічним ефектом.
У совєтські часи в період 1980-х відбувається злиття книги і гри, а також розширення вікової категорії (поява книжок для дітей від народження до 3 років). Книжки-іграшки пропонувало читачам видавництво «Веселка».
У 1980-ті роки значне місце посіли поліграфічні ігри, та значно розширилися протягом 1988-1994 рр. Розпочато випуск театрів-поробок та книжок-театрів («Білосніжка та семеро гномів», «Попелюшка»), поробок-машин різного призначення, серії рухомих поробок, принцип дії яких заснований на фізичних явищах і законах.
У 1990-х роках книжки-іграшки отримали нові модернізації – електронні звукові супроводи, різноманітні додатки.

### Дослідження

Костянтина Малицька у 1910-ї роки

У кінці ХІХ – початок ХХ ст. активно досліджували тему В. Білінський, К. Паньківський, О. Барвінський, К. Малицька, Д. Лук’янович та ін. К. Малицька власноруч каталогізувала тисячі дитячих книжок для публічної бібліотеки.
Н. Белічко досліджує українську книжкову графіку 50–70-х років ХХ ст. А. Майовець вивчає ілюстрації дитячих книжок художниками-випускниками Української академії друкарства останньої чверті XX ст.
Сучасні науковці А. Богуш, Д. Попова, Б. Валуєнко, С. Водчіц аналізують книжки-іграшки, Ю. С. Віговська зосередила увагу на виданнях для немовлят та дітей раннього віку.
Ю. Федіна розробила педагогічні й мистецькі вимоги до ілюстрування дитячого видання. Е. Огар розглядає проблеми видавничої підготовки дитячої книжки та узагальнює її функції у посібнику та численних публікаціях.  Н. Шульська та А. Манюхіна досліджують взаємодію ілюстративної культури сучасної дитячої книги та видавничих норм. С. Гавенко та М. Мартинюк проводять кваліметричний аналіз дитячих видань українського книжкового ринку.

## Стандарти та настанови
В період раннього віку формується самоповага та самооцінка дитини, тому важливо, щоб через успішний досвід взаємодії з книжкою вона відчувала радість та гордість, відповідна тональність автора – дружня та інтимна. 
В Україні діють лише 3 нормативно-правових документа, які чітко вказують на правила виготовлення дитячої літератури (що є недостатнім). Основними є: СОУ 18.1-02477019-11:2014 «Поліграфія. Видання для дітей. Загальні технічні вимоги», СОУ 18.1-02477019-07:2015 «Підручники і навчальні посібники для загальноосвітніх шкіл та інших типів середніх навчальних закладів. Поліграфічне виконання. Загальні технічні вимоги» та ДсанПін 5.5.6-138-2007 «Гігієнічні вимоги до друкованої продукції для дітей».
Ілюстративність видання рекомендується не менше 75%. Не рекомендується розміщувати ілюстрації на нижній половині сторінки під текстом. 
Папір повинен  забезпечувати  непрозорість  друкованих  елементів  із  зворотного  боку сторінки не менше 90% і попередити пов’язані з цим можливі  порушення  зору; необхідно прибрати гострі кути, занадто дрібні, хлипкі деталі та інші елементи, які можуть завдати шкоди. Дитяче видання повинно бути міцним та стійким до механічних ушкоджень.
Кегль основного шрифту повинен бути не менше 10-ти, найчастіше застосовують 14 кегль  гарнітури  без  засічок.  Для  текстової  частини потрібно  використовувати  лише  однотипне  забарвлення  на  світлому  тлі,  а  для  зручності  сприйняття не створювати виділень, різнотипних гарнітур  шрифту. 

### Терміни
- принцип доступності – виражається у відповідності малюнка віковим особливостям дітей;
- принцип наочності – у певній подачі зображення, коли наявний показ кольорового оригіналу;
- англ. interactive children’s book – дитяча книжка-іграшка, яка має спеціальну форму, що передбачає додаткові види діяльності (гру, розкладання, розфарбовування тощо);
- «pop-up» елементи – це елементи композиції зображення, яке з'являється (спливає) на розвороті видання чи висувається.